# Parc animalier des monts de Guéret
Der Parc animalier des monts de Guéret ist ein insgesamt 1,3 Quadratkilometer großer französischer Tierpark im Département Creuse in der Region Nouvelle-Aquitaine.

## Geographie

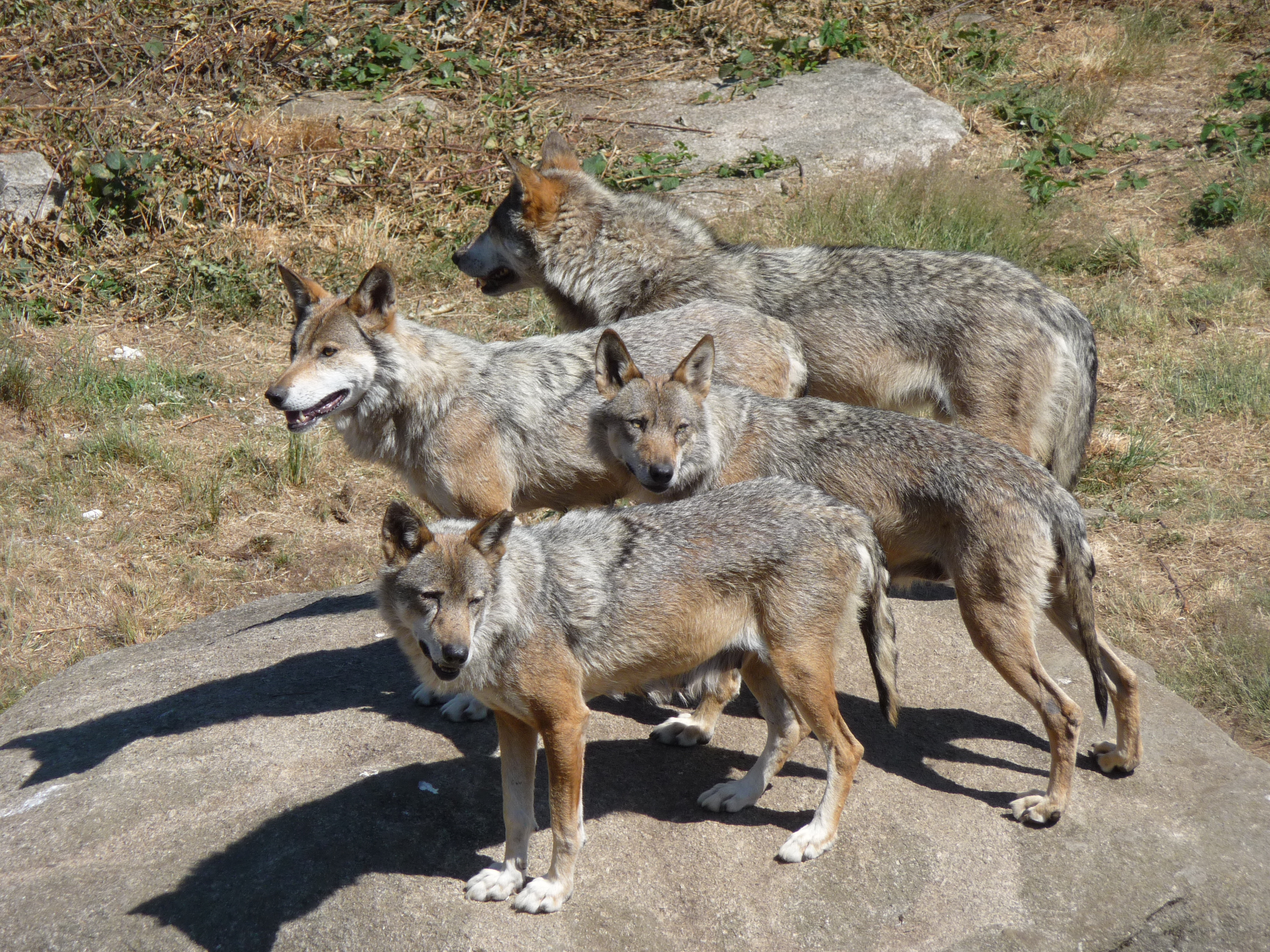
Die Wölfe auf Guéret-Granit im Gehege des Tierparks

Der Tierpark Les Loups de Chabrières liegt 5 Kilometer südlich von Guéret in den Monts de Guéret auf 650 Meter Höhe – genauer im zum Forêt de Chabrières gehörenden Bois de Sainte-Feyre. Der Eingang befindet sich 500 Meter östlich des Weilers Badant in der Gemeinde Savennes. Darüber hinaus erstreckt sich der Tierpark auch auf das Gebiet der Gemeinden Guéret und Sainte-Feyre.

## Geologie
Geologisch befindet sich der Tierpark auf kristallinem Grundgebirge des nordwestlichen Massif Central. Anstehend ist der 356 Millionen Jahre alte Guéret-Granit aus dem Unterkarbon (Tournaisium) in seiner Chénérailles-Peyrabout-Fazies.

## Beschreibung
Der Parc animalier des monts de Guéret wurde im Jahr 2001 eröffnet. Er beherbergt rund 50 Wölfe, die sich in sechs Gehegen frei bewegen können. Das größte Gehege besitzt eine Fläche von knapp zwei Hektar. Weitere kleinere Gehege beherbergen Hirsche, Rehe, Dachse, Wildschweine und Füchse. Unter den Wölfen sind Weißer und Schwarzer Mackenzie-Wolf, Weißer Polarwolf und Grauer Eurasischer Wolf vertreten. Die einzelnen Rassen sind aber voneinander getrennt.
Für den Park ist die Communauté d’agglomération du Grand Guéret zuständig.
In der Eingangshalle zum Park befindet sich ein 250 Quadratmeter großer museographischer Bereich. Das Empfangsgebäude bildet Teil eines kreisförmigen Palisadenrings, in dem linkerhand eine kleine Sternwarte integriert ist. Im Innenbereich des Rings werden thematische Ausstellungen gezeigt. Vom Südosten aus kann das große Gehege Enclos des Roches eingesehen werden. Von der Sternwarte gehen Rundwege aus, welche an den einzelnen Gehegen vorbeiführen.
Nur unweit vom Park liegt das größte Labyrinth Frankreichs, das Labyrinthe géant des Monts de Guéret.
Seit seiner Eröffnung im Jahr 2001 zählte der Naturpark über eine halbe Million Besucher, so wurden im Jahr 2012 40.000 und im Jahr 2014 42.000 verbucht. Ein weiterer Anstieg der Besucherzahlen ist abzusehen.
Studenten französischer Universitäten in Biologie und Verhaltensforschung machen im Naturpark alljährlich ihre Geländestudien. Der Naturpark unterstützt außerdem im europäischen Wolfschutz tätige Organisationen wie FERUS und loup.org.

## Photogalerie

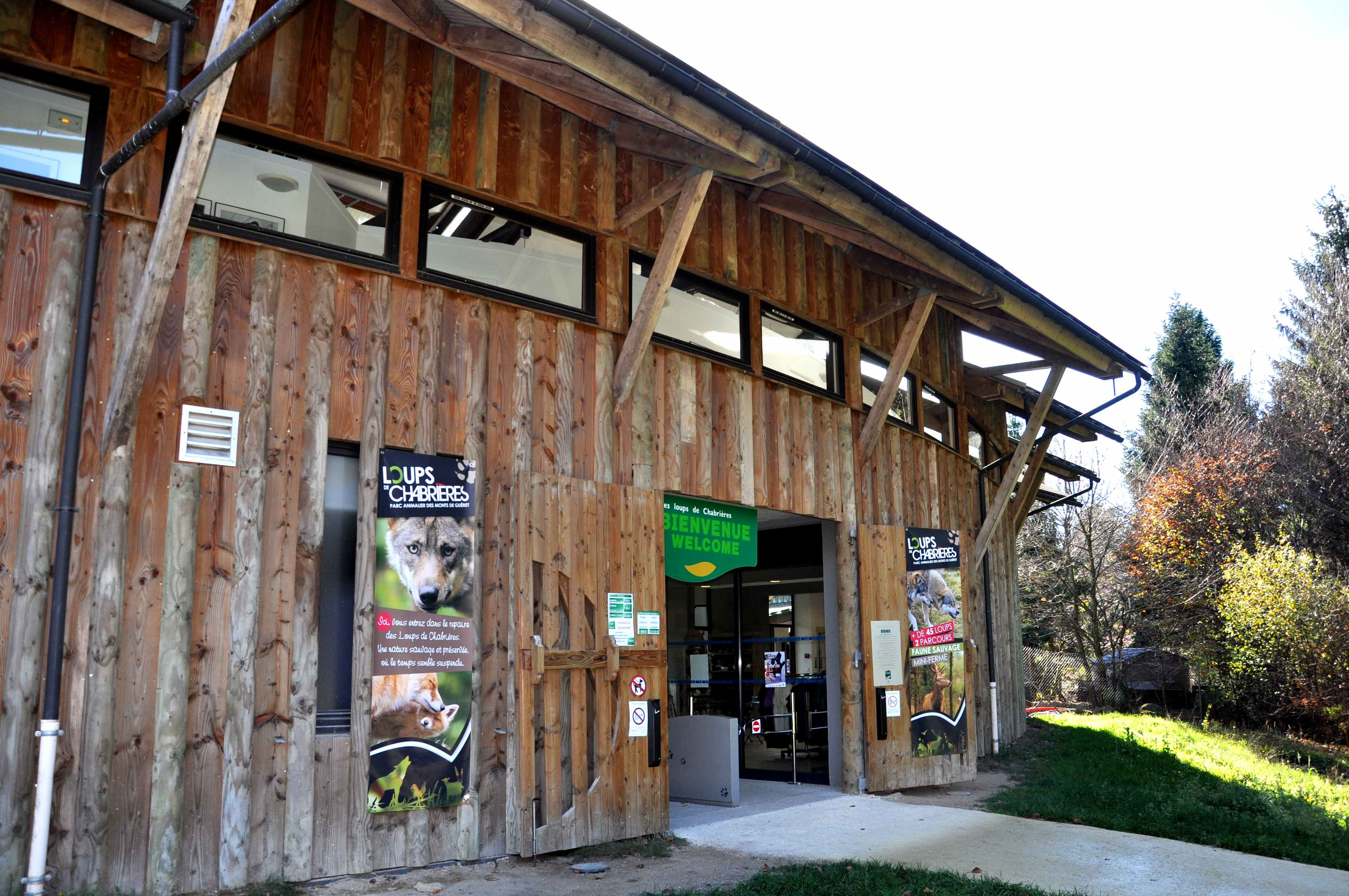
Empfangsgebäude des Tierparks
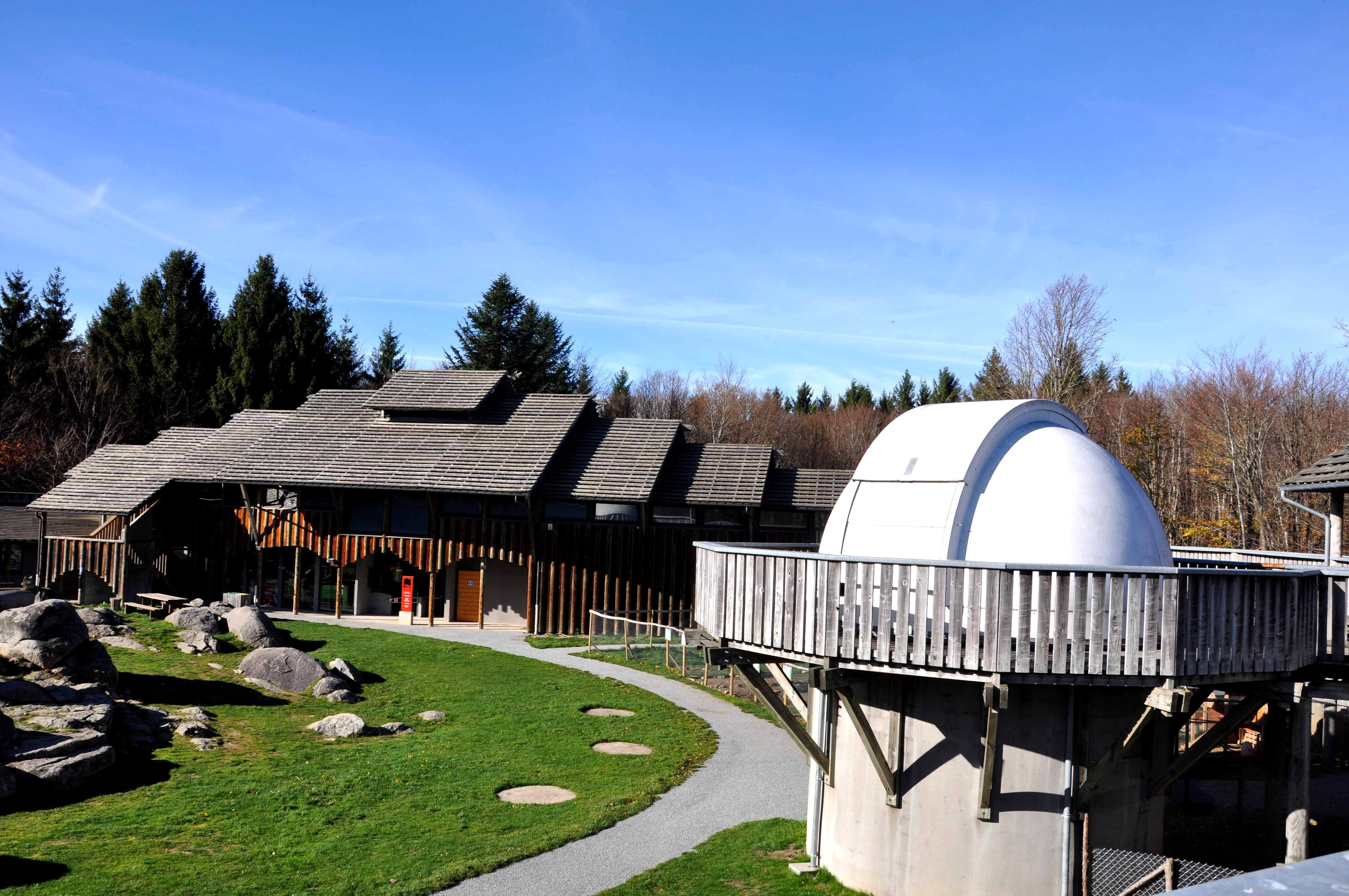
Sternwarte und Empfangsgebäude
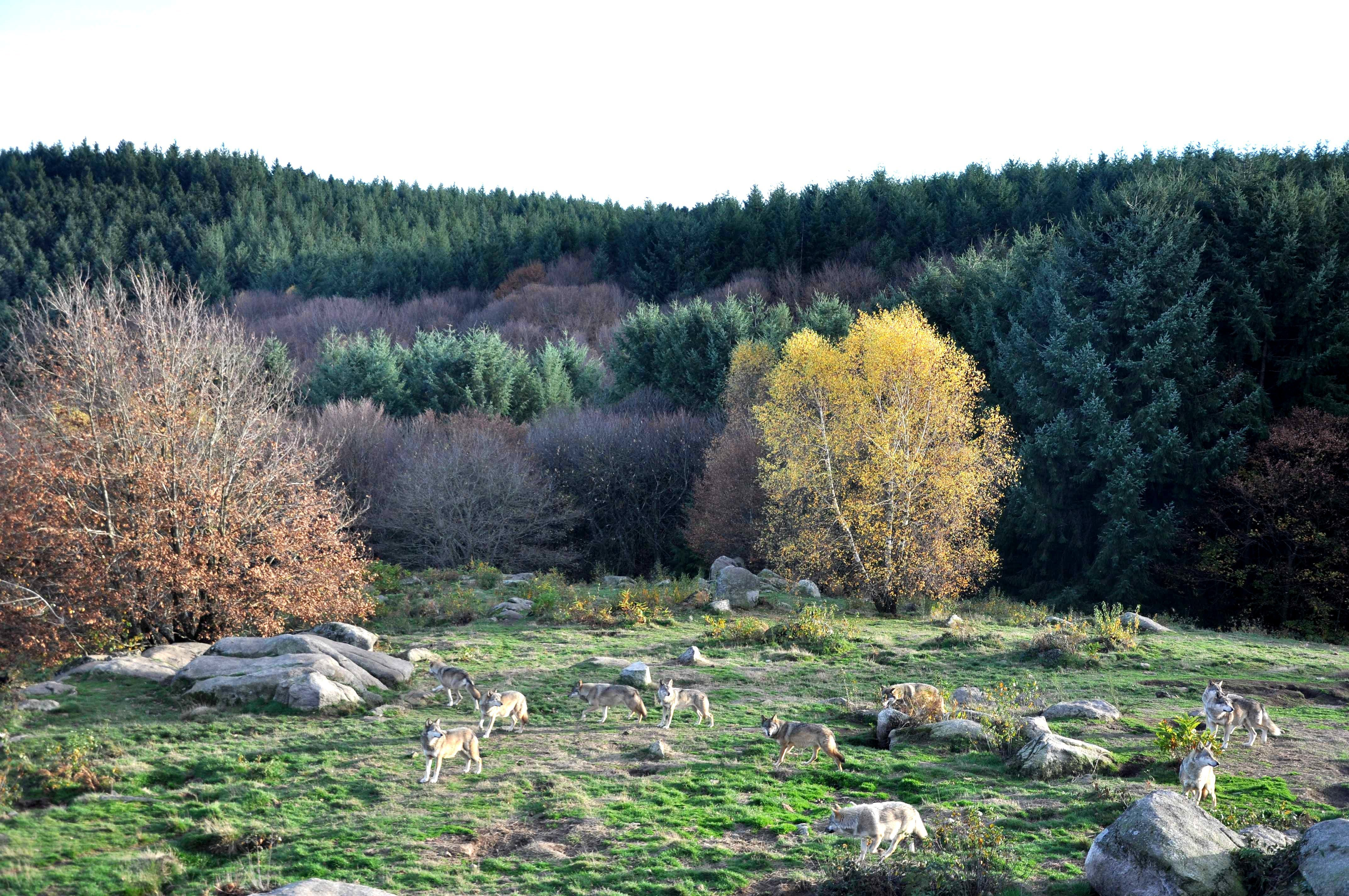
Wolfsrudel im Tierpark
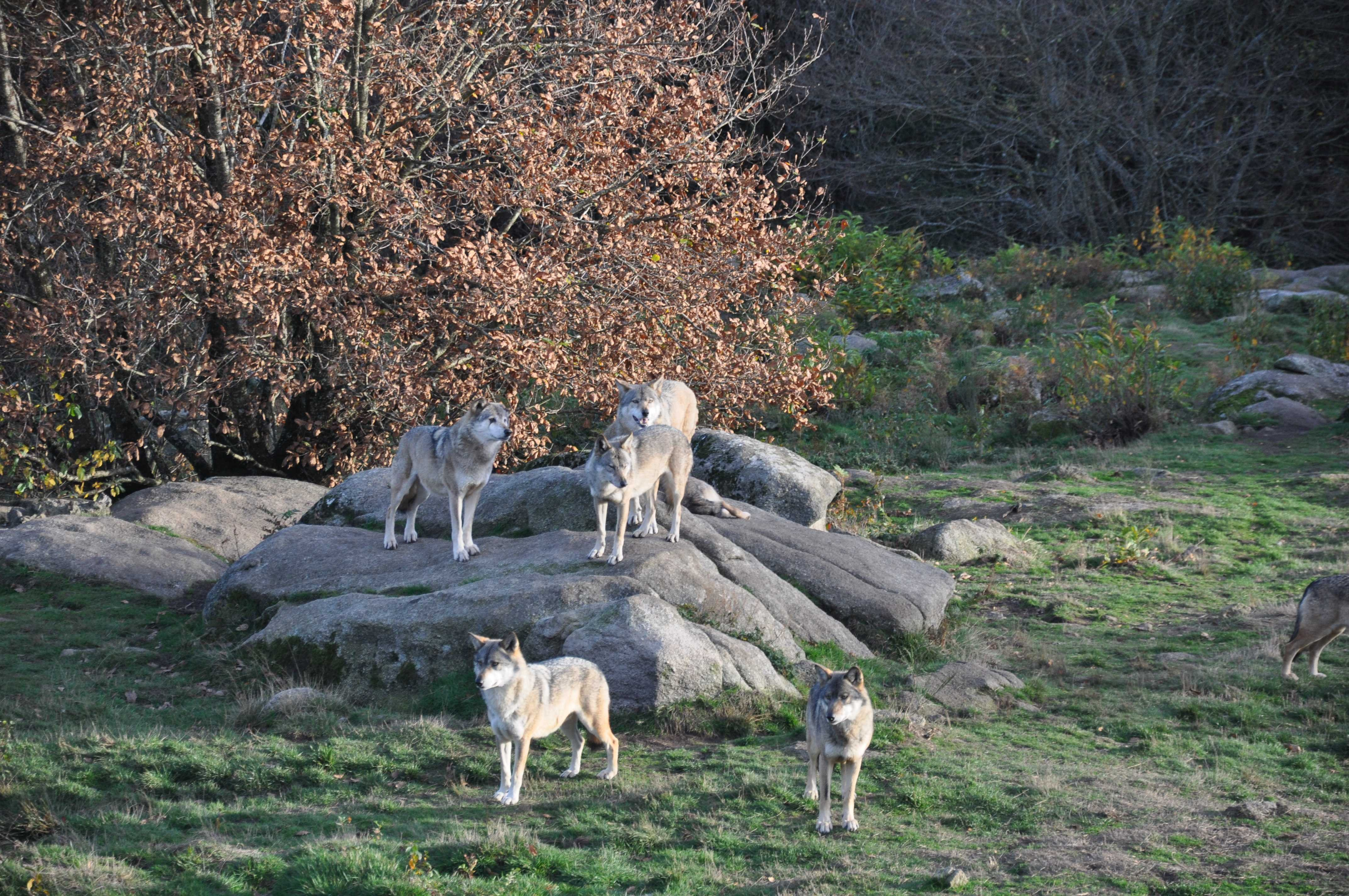
Grauer Eurasischer Wolf
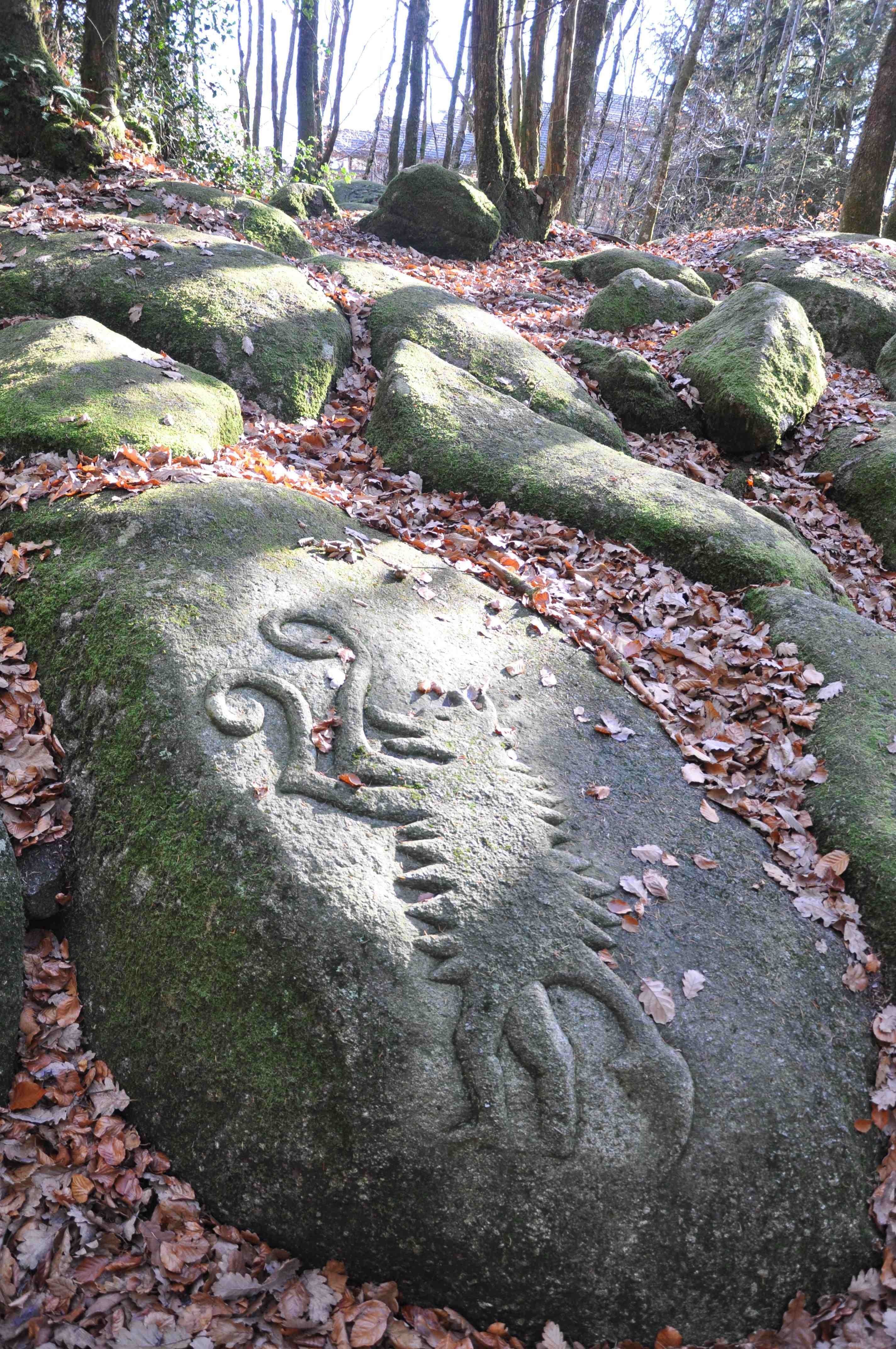
Wolfsskulptur auf Granit
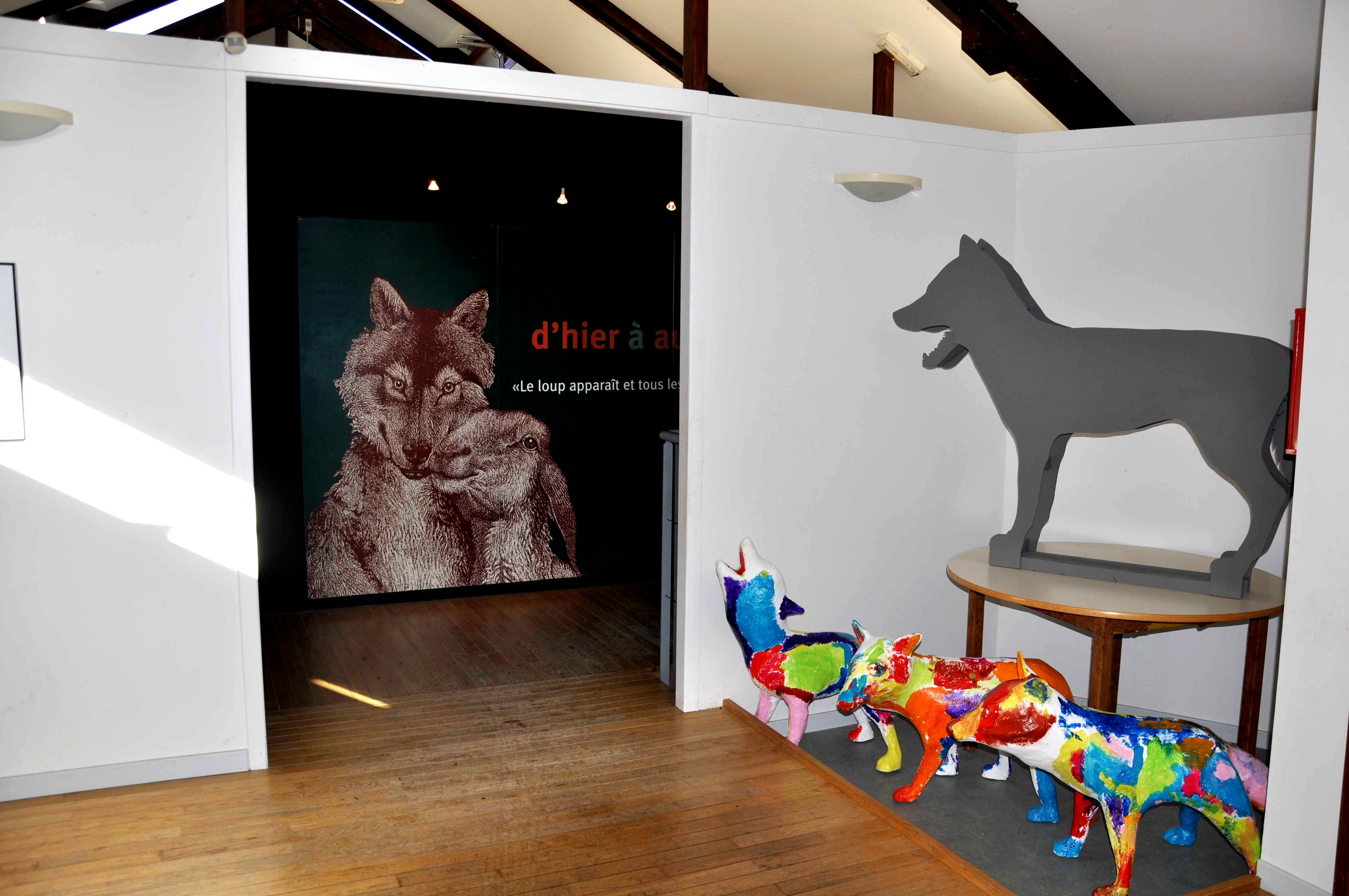
Museographischer Bereich